# Liubomîrivka, Șceastea
Liubomîrivka (în ucraineană Любомирівка) este un sat în comuna Nîjno-Teple din raionul Șceastea, regiunea Luhansk, Ucraina.

## Demografie
Componența lingvistică a localității Artema
     Rusă (76,98%)
     Ucraineană (22,48%)
     Alte limbi (0,55%)
Conform recensământului din 2001, majoritatea populației localității Artema era vorbitoare de rusă (76,98%), existând în minoritate și vorbitori de ucraineană (22,48%).